# 철종외가
철종외가(哲宗外家)는 인천광역시 강화군 선원면 냉정리에 있는 조선시대의 건축물이다. 1995년 3월 1일 인천광역시의 문화재자료 제8호로 지정되었다.

## 개요
조선 철종(재위 1849∼1863)의 외숙인 염보길이 살던 집이다. 철종 4년(1853)에 지은 이 건물은 원래 안채와 사랑채를 좌우로 두고 H자형 배치를 취하고 있었으나, 행랑채 일부가 헐려 지금은 ㄷ자 모양의 몸채만 남아 있다. 사랑채와 안채가 一자형으로 연결되어 있고 안(안채)과 밖(사랑채)의 공간을 작은 담장으로 간단히 분리하였다. 규모는 작으나 예스럽고 우아한 아름다움이 묻어나는 건물이다.

## 같이 보기
- 조선 철종
- 파주 염씨

## 참고 자료
- 철종외가 - 국가유산청 국가유산포털